# Petites Servantes du Cœur de Jésus
Ne doit pas être confondu avec Servantes du Cœur de Jésus de Strasbourg ou Servantes du Cœur de Jésus de Córdoba.
Les Petites Servantes du Cœur de Jésus forment une congrégation religieuse féminine sociale de droit diocésain.

## Histoire
La congrégation est fondée le 8 décembre 1917 à Moulins par Anna Rodier (1873-1927) et le Père Hippolyte de La Celle (1863-1930), futur évêque de Nancy, dans le but de faire aimer le Sacré-Cœuret d'aider les familles des milieux populaires. Dès la fondation, la communauté n'adopte pas de costume particulier. Elles sont imprégnées de la dévotion faite par les apparitions du Sacré-Cœur à sainte Marguerite-Marie Alacoque et par les spiritualités ignatienne et carmélitaine.

## Fusion
- 1966 : Les sœurs réparatrices du Sacré-Cœur de Lyon fusionnent avec elles[3].

## Activité et diffusion
Les sœurs se consacrent à diverses œuvres : aumôneries scolaires, hôpitaux, prisons, écoles et centres de formation, associations ou services publics. À Paray-le-Monial, elles gèrent la maison et le secrétariat des œuvres du Sacré-Cœur.
Elles sont présentes en France et au Cameroun.
La maison-mère est à Nancy.